# Ananteris pierrekondre
Espèce
Ananteris pierrekondre est une espèce de scorpions de la famille des Ananteridae.

## Distribution
Cette espèce est endémique du Suriname. Elle se rencontre vers Carolina.

## Systématique et taxinomie
Cette espèce a été décrite par Lourenço, Chevalier, Gangadin et Ythier en 2020.

## Étymologie
Son nom d'espèce lui a été donné en référence au lieu de sa découverte, Pierre Kondre.

## Publication originale
- Lourenço, Chevalier, Gangadin & Ythier, 2020 : « Description of a new species of Ananteris Thorell, 1891, from Suriname (Scorpiones, Buthidae). » Bulletin de la Société Entomologique de France, vol. 125, no 3, p. 233‑239.